# Louisburg (Kansas)
Pour les articles homonymes, voir Louisburg.
Louisburg est une municipalité américaine située dans le comté de Miami au Kansas. Lors du recensement de 2010, sa population est de 4 315 habitants.

## Géographie
Selon le Bureau du recensement des États-Unis, la municipalité s'étend en 2010 sur une superficie de 6,12 milles carrés (15,85 km2), dont 0,55 mille carré (1,42 km2) d'étendues d'eau.

## Histoire

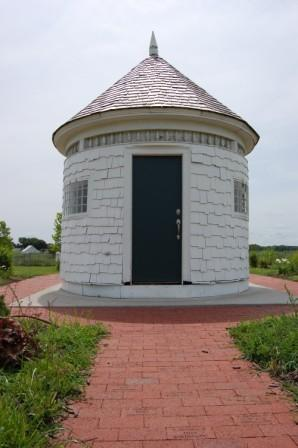
La Little Round House.

Dans les années 1820, la région est habitée par des amérindiens, notamment des Weas originaires de l'Indiana. En 1866, des terres prévues pour une future réserve sont finalement vendues à des colons. Un bureau de poste y ouvre en 1868 sous le nom de St. Louis ; le bourg est également appelé New St. Louis ou Little St. Louis. Il est nommé en l'honneur des rois de France.
La ville est renommée lors de l'arrivée du Missouri-Kansas-Texas Railroad en 1870. Le but est d'éviter toute confusion avec St. Louis (Missouri). Louisburg devient une municipalité en 1882. L'orthographe Louisburgh sera utilisée jusqu'en 1894.
La Little Round House (« petite maison ronde ») est l'un des principaux monuments de la ville. À partir des années 1930, elle sert de poste de frontière entre le Kansas et le Missouri voisin. En 2005, elle est déplacée à côté du lac municipal.